# 富勒渾
富勒渾（转写：fulehun；1722年—1796年），满洲正蓝旗人，章佳氏，武英殿大学士阿桂族亲。清朝官员，科举人。

## 生平
富勒渾于乾隆十八年（1753年）中癸酉科举人，後授為內閣中書舍人，累遷戶部郎中。除此之外，於乾隆二十年（1755年）至乾隆二十三年（1758年）期間，富勒渾亦曾擔任不同省份的按察使、布政使和巡撫。後接替孫士毅代理兩廣總督。富勒渾官至镶蓝旗蒙古都统、礼部尚书。先后出任湖广总督、闽浙总督、四川总督等地总督。乾隆三十八年（1773年）征讨金川土司，随军总理各路军需粮饷，曾授钦差大臣关防。后屡被参劾，贬职，遣戍伊犁、热河。乾隆末年放归。

## 擔任官職沿革
- 1755年2月，由熱河道監察御史授予浙江省按察使一職。
- 1756年3月24日，調任浙江省布政使。
- 1757年8月16日，調任湖北省布政使。同年10月調任湖南省巡撫。
- 1758年5月，湖南省巡撫一職解職。
- 1785年9月1日，任兩廣總督。
- 1786年5月23日，兩廣總督一職解職。

## 家庭
- 子查清阿。妻葉赫那拉氏（父镶红旗满洲、甘肃、湖南巡抚常鈞，伯父浙江巡抚纳兰常安）。
- 女章佳氏，嫁正红旗满洲瓜尔佳氏福明（父慶長，祖父乾隆元年（1736年）丙辰科进士吳達善）。

## 延伸阅读
[在维基数据编辑]
 《清史稿/卷332》，出自趙爾巽《清史稿》